# Tipula (Pterelachisus) aluco
Tipula (Pterelachisus) aluco is een tweevleugelige uit de familie langpootmuggen (Tipulidae). De soort komt voor in het Palearctisch gebied.